# Oloví
Oloví (in tedesco Bleistadt) è una città della Repubblica Ceca facente parte del distretto di Sokolov, nella regione di Karlovy Vary.